# Cantoni di Porto Vecchio
Prima della riforma approvata con decreto del 24 febbraio 2014, che ha avuto attuazione dopo le elezioni dipartimentali del 2015, la città di Porto Vecchio era interamente compresa nel cantone omonimo dell'Arrondissement di Sartena, comprendente anche i comuni di Conca, Lecci e Sari Solenzara.
In seguito alla riforma del 2014, la città di Porto Vecchio è suddivisa in 2 cantoni, distribuiti da nord-est a sud-ovest
- Cantone di Bavella, comprendente anche i comuni di Conca, Lecci, San Gavino di Carbini, Sari Solenzara e Zonza
- Cantone del Grande Sud, comprendente anche i comuni di Bonifacio, Carbini, Figari, Levie, Monacia d'Aullene, Pianottoli-Caldarello e Sotta